# Giuseppe Angeli (pittore)
Giuseppe Angeli (Venezia, 1709 – Venezia, 1798) è stato un pittore italiano.

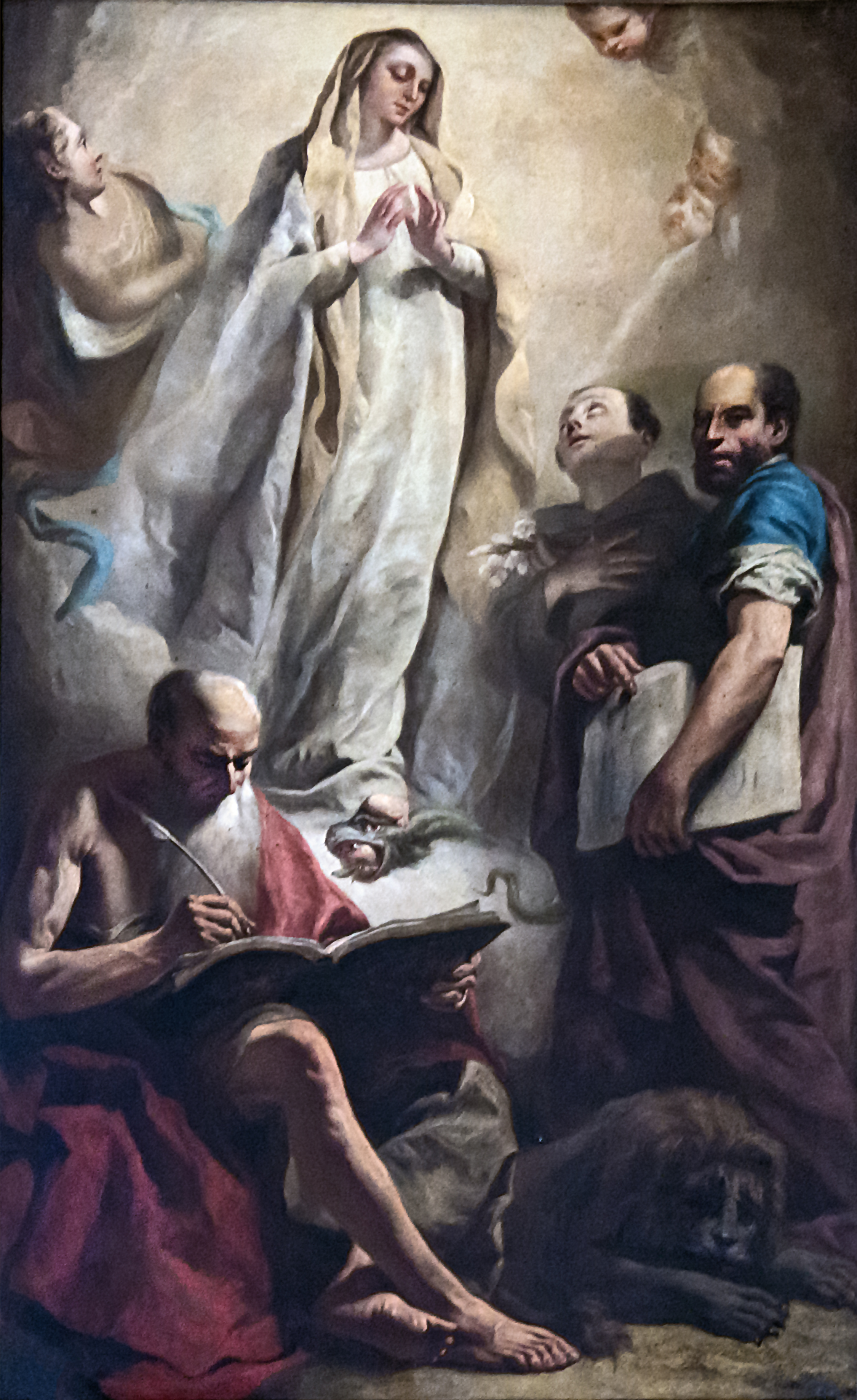
Immacolata e santi (1756)
Chiesa di San Francesco della Vigna

Di lui si hanno scarse notizie. Nel 1741 compare tra gli iscritti della fraglia dei pittori, mentre sul retro di un quadro del 1745 attestava di essere direttore della bottega del Piazzetta. Nel 1756 fu nominato insegnante di nudo presso l'Accademia di Venezia, della quale divenne presidente nel 1772.
L'Angeli aderì allo stile del Piazzetta (forse terminò alcune opere di quest'ultimo rimaste incompiute) ma solo superficialmente. Il drammatico stile del maestro è da lui reinterpretato in modo convenzionale e freddo.
Affrescò nel soffitto della cancelleria della Scuola Grande di San Rocco una Gloria del Santo. Dipinse inoltre alcune pale d'altare e vari piccoli quadri devozionali.